# Labourd
Pour l’article ayant un titre homophone, voir Labour (homonymie).

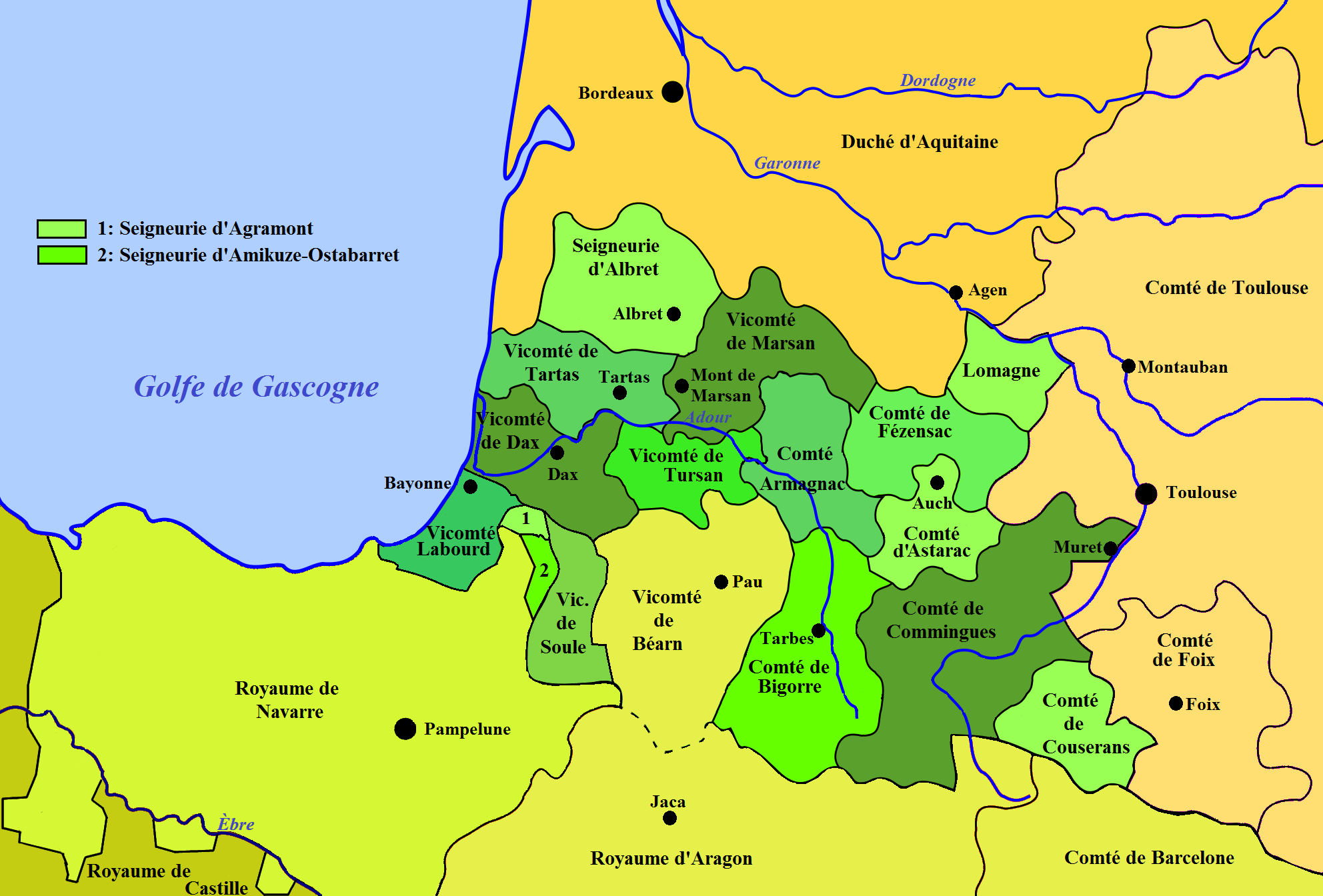
La vicomté de Labourd au sein du duché de Gascogne en 1150.

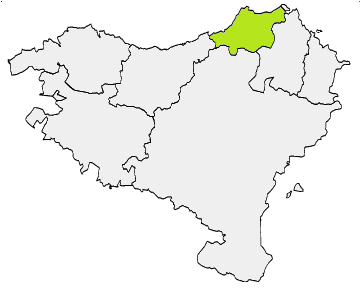
Le Labourd au Pays basque.

Le Labourd (en basque : Lapurdi ; en occitan : Labord) est un ancien fief féodal rattaché d’abord à la Navarre puis à la Gascogne sous le nom de vicomté de Labourd et enfin à l'Aquitaine. Le territoire disparut lors de la révolution française avec la création du département des Pyrénées-Atlantiques.
Selon l'Académie de la langue basque, le Labourd est un des sept territoires basques traditionnels (Zazpiak Bat  - les sept en un) nommés en 1643 par l'écrivain Axular dans l'avant-propos de son livre « Gero »,, avec la Soule, la Basse-Navarre, la Navarre, la Biscaye, l'Alava et le Guipuscoa.
Le Labourd fait partie de l'arrondissement de Bayonne, département des Pyrénées-Atlantiques. Sa réalité géographique correspond à la zone d'influence de différents ports de pêche, ancien comme Biarritz ou actuel, comme Saint-Jean-de-Luz. Il s'agit surtout de la zone d'influence du port de Bayonne, avec l'ancienne route commerciale de la Navarre : Pampelune - Bayonne. Labastide-Clairence, puis Ustaritz, furent des centres logistiques de ce port de Bayonne.
Lorsque les territoires maritimes de la seigneurie de Biscaye, indépendante depuis 1224 du Royaume de Navarre, s'allièrent en 1379 au Royaume de Castille, et que ce dernier conquit en 1200 le Guipuscoa et l'Alava, le royaume de Navarre fut contraint de trouver un nouveau débouché maritime, au XIVe siècle. Bayonne remplit alors cette fonction et gagna en prospérité, en devenant le nouveau port de la Navarre, et toute la zone alentour subit cette influence. Bayonne, initialement appelée Lapurdum, a donné son nom à ce territoire historique. Les Gascons (Gascon, comme Basque, vient du latin Vascon), l'élite commerciale de l'époque, investirent la ville de Bayonne.[précision nécessaire] La prospère Bayonne sera l'objet de convoitise et sera longtemps séparée du reste du territoire. Néanmoins, son influence est telle que la ville de Bayonne est considérée comme la capitale historique du Labourd[réf. nécessaire], puisqu'elle n'a jamais cessé d'être occupée par des Labourdins : Basques et Gascons.
Ustaritz a été le lieu de réunion de l'assemblée territoriale du Labourd, jusqu'à la destruction des 3 territoires historiques du Pays basque français, lors de la Révolution française, la nuit du 4 août, et l'abolition des privilèges. En l'occurrence, les privilégiés de l'époque, noblesse, clergé et la nouvelle bourgeoisie, étaient exclus de cette assemblée territoriale, qui réunissait les délégués des communes labourdines. La destruction de ce Biltzar, réalisée par la bourgeoisie, en tant que vestige de l'Ancien Régime, répondait d'abord à ses propres intérêts.
À l'issue de 200 ans d'urbanisation accrue, le Labourd correspond aujourd'hui à la zone urbaine et péri-urbaine du Pays basque nord ou français. Le Labourd est aujourd'hui divisé en deux syndicats mixtes des SCOT de l'agglomération Sud Pays Basque (bassin de vie d'Hendaia-Donibane Lohizune) et de l'agglomération Bayonne Sud des Landes (bassin de vie Baiona-Angelu-Biarritz). Cela a pour conséquence une réflexion stratégique séparée sur des thèmes majeurs, comme les transports, le logement, l'environnement ou le développement économique. Entre autres, les problèmes de circulation entre ces deux pôles urbains ou les embouteillages au niveau de Maignon sont une conséquence directe de ce manque de coopération urbaine et périurbaine.

## Noms et gentilés

### Noms
Le Labourd tient son nom à la fois de Lapurdum, la station de la cohorte romaine localisée à l'emplacement de la ville haute de Bayonne, et de la vicomté du Labourd dans le comté de Gascogne, qui fut érigée au début du XIe siècle.
Le nom latin Lapurdum dériverait du nom basque Lapurdi. Celui-ci résulte d'une formation complexe qu'il est aujourd'hui difficile de reconstituer. Lapurd- serait une contraction de deux termes : labe et urd. Le premier, labe, signifie « four » en basque moderne. Mais, en toponymie, labe correspond au basque moderne labaki, un terme qui signifie « défrichement » et parfois « brûlis » ou « écobuage »,. Le second terme, urd, est un oronyme qui signifie « replat, plateau ». La contraction lapurd- pourrait dès lors signifier « plat(s) des brûlis ».

### Gentilés
Le gentilé français est Labourdin,, le labourdin étant le dialecte basque parlé, en France, dans la région de Saint-Jean-de-Luz et, en Espagne, dans celle d'Elizondo.
En basque, l'Académie recommande la forme lapurtar.

## Géographie

### Les limites du Labourd
Le Labourd est délimité par :

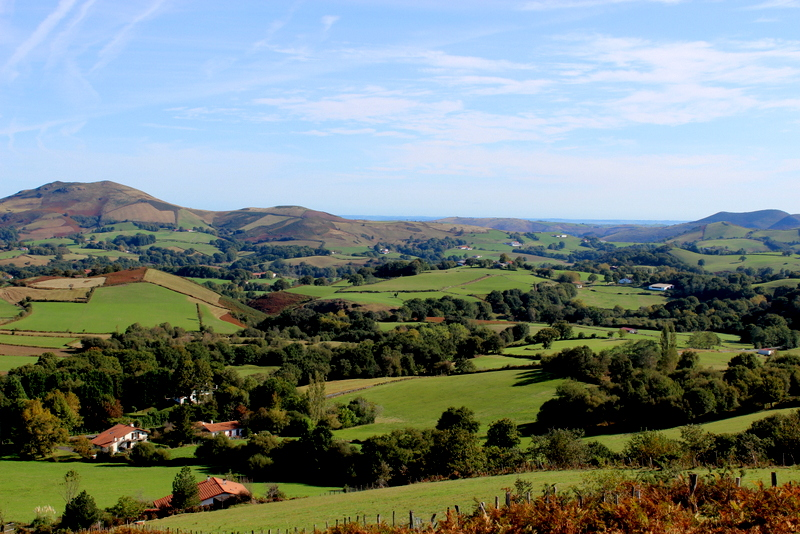
Paysage de Labourd

- le Seignanx, le Pays de Gosse et le Pays d'Orthe au nord (département des Landes). L'embouchure de l'Adour n'est pas une frontière naturelle du Labourd, le fleuve ne se jette dans l'océan entre Anglet et Tarnos que par la suite du Détournement de l'embouchure de l'Adour, travaux finalisés en 1578[14].
- le golfe de Gascogne à l'ouest
- la Basse-Navarre à l'est
- le Guipuscoa (Basse Bidassoa) et la Communauté forale de Navarre (Baztan, Bortziriak) au sud.

### Division territoriale selon l'Académie de la langue basque
Depuis 1999, l'Académie de la langue basque ou Euskalzaindia divise le territoire du Labourd, selon les recommandations du comité de sa commission d'onomastique. D'autres organisations et institutions telles que l'Eurocité basque Bayonne - San Sebastián ou Gaindegia utilisent cette division géographique pour réaliser des statistiques ou les commenter. Certains regroupements communaux correspondent simplement aux anciennes divisions cantonales françaises. Par exemple, Lapurdi Itsasegia correspond au canton de Saint-Jean-de-Luz dans les années 1970.

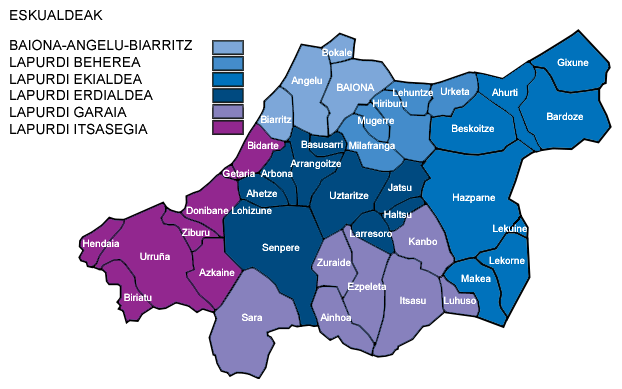
Division territoriale selon Euskaltzaindia.

- Baiona-Angelu-Biarritz (Bayonne-Anglet-Biarritz) : Anglet, Bayonne, Biarritz, Boucau[21].
- Lapurdi Beherea (Bas-Labourd) : Lahonce, Mouguerre, Saint-Pierre-d'Irube, Urcuit, Villefranque[22].
- Lapurdi Ekialdea (Labourd-Est) : Bardos, Bonloc, Briscous, Guiche, Hasparren, Macaye, Mendionde, Urt[23].
- Lapurdi Erdialdea (Labourd-Centre) : Ahetze, Arbonne, Arcangues, Bassussarry, Halsou, Jatxou, Larressore, Saint-Pée-sur-Nivelle, Ustaritz[24].
- Lapurdi Garaia (Haut-Labourd) : Ainhoa, Cambo-les-Bains, Espelette, Itxassou, Louhossoa, Sare, Souraïde[25].
- Lapurdi Itsasegia (Côte du Labourd) : Ascain, Bidart, Biriatou, Ciboure, Guéthary, Hendaye, Saint-Jean-de-Luz, Urrugne[26].

### Climat et relief

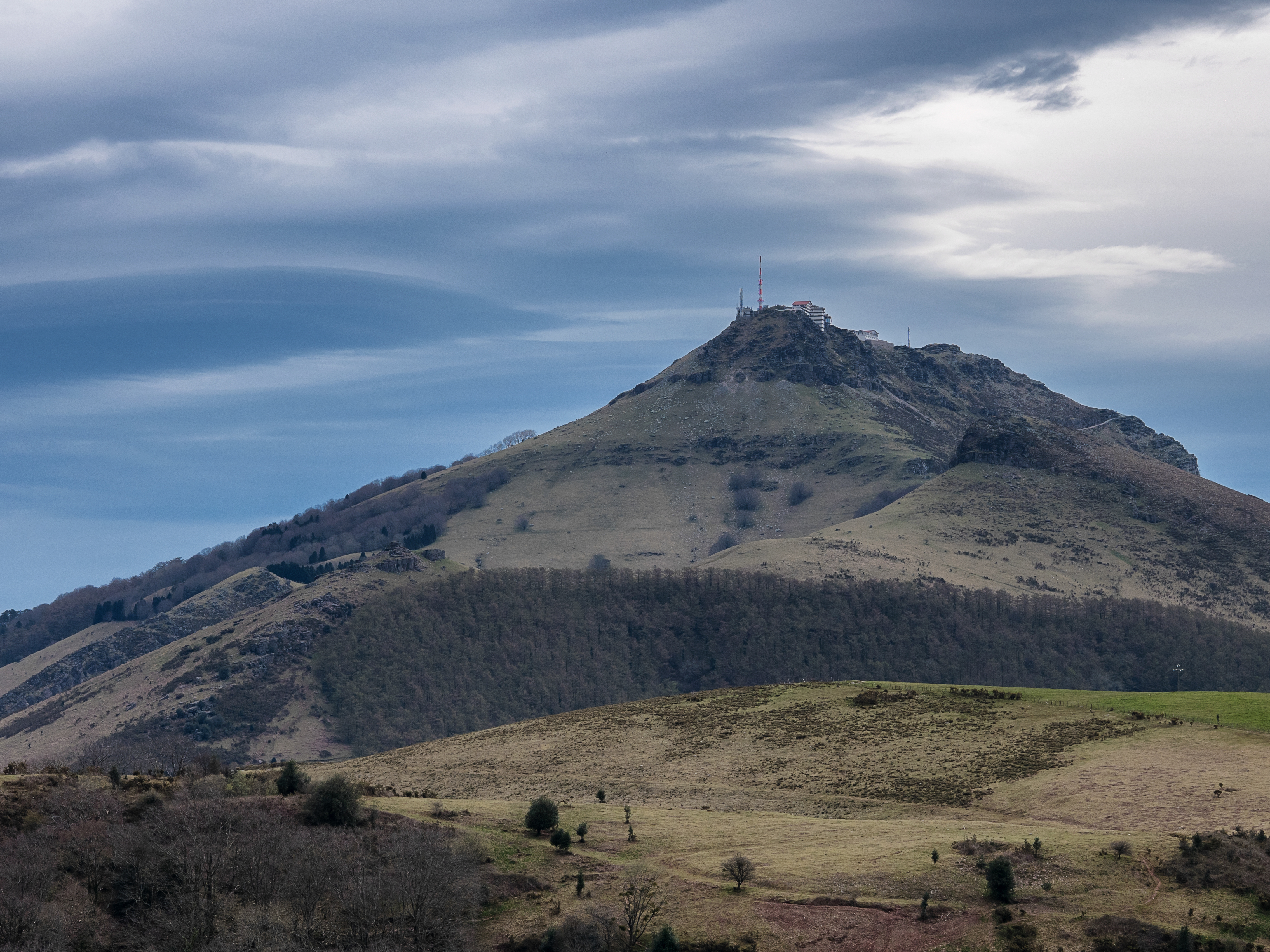
La Rhune

Le Labourd connaît un climat océanique doux (températures moyennes : 4 à 12° en hiver, 16 à 24° en été). 
Son relief est fait de collines, dont l'altitude augmente vers l'est et le sud (contreforts des Pyrénées). Les montagnes sont de faible altitude : l'Artzamendi, point culminant du Labourd, situé sur la commune d'Itxassou, ne fait que 924 mètres. La région du Bas-Adour est quant à elle plate (plaine des Landes de Gascogne).
Les 4 fleuves et rivières principaux qui le parcourent sont :
- l'Adour (Aturri en basque)
- la Nive (Errobi en basque)
- la Nivelle (Urdazuri en basque)
- la Bidassoa (Bidasoa en basque)

### Géographie historique: province de Labourd et Labourd contemporain
En ce début de XXIe siècle, tant les documents cartographiques et les bases de données que les représentations mentales de la large majorité de la population, intègrent Bayonne et Boucau au Labourd. Si on se réfère à la province historique du Labourd, Bayonne en est en un sens disjoint, au moins depuis 1193, date où Richard Ier d'Angleterre (en sa qualité de duc d'Aquitaine) achète au vicomte de Labourd ses droits sur Bayonne.
Si on définit la province de Labourd par sa coutume, il faut en exclure d'une part Bayonne, d'autre part Saint-Esprit et Boucau : la première a sa propre coutume, les deux autres, landaises jusqu'en 1857, connaissent la coutume de Dax. On obtient les mêmes limites si on s'intéresse au ressort de son assemblée représentative, le Biltzar (du moins à partir de 1763, date à laquelle Urt, Bardos et Guiche y sont réintégrées).

Le Labourd au sens du droit civil (en jaune)

Sur la carte ci-dessus, le ressort de la coutume du Labourd (qui est aussi celui du Biltzar) figure en jaune, celui de la coutume de Bayonne (la ville de Bayonne au sud de l'Adour) en vert, celui de la coutume de Dax (Boucau et Saint-Esprit) en bleu.

Bailliages et sénéchaussées en Labourd

La carte des subdivisions judiciaires est plus complexe. La plus grande partie du territoire (en jaune clair sur la carte ci-dessus) constitue le bailliage du Labourd, attesté depuis 1247, dont le siège est à Ustaritz ; il dispose d'un bailli d'épée. Pourtant le bailliage du Labourd, intégré ultérieurement à la sénéchaussée des Lannes, ne constitue qu'une partie d'une sénéchaussée secondaire dont le siège est à Bayonne (sur la carte, la sénéchaussée de Bayonne est la réunion du bailliage du Labourd et de Bayonne, représenté en jaune plus foncé). À cette situation complexe s'ajoutent les situations plus simples de Saint-Esprit et Boucau (en bleu foncé sur la carte), qui appartiennent à la sénéchaussée de Tartas et des trois paroisses d'Urt, Bardos et Guiche (en bleu clair sur la carte), qui sont rattachées à la sénéchaussée de Came. Il convient de préciser que les limites des différents territoires historiques du Pays basque, ont varié dans le temps. Une vision figée de ces territoires serait erronée. Néanmoins, une constante pour le Labourd : les 2 pôles : Bayonne-Anglet-Biarritz, d'une part et Hendaye-St Jean- Luz, d'autre part, demeurent les 2 territoires de forte attraction urbaine.

### Superficie et population
En incluant Bayonne et Boucau, sa superficie est de 858 km², soit environ 4 % de la surface totale du Pays basque (nord et sud), et sa population de 205 000 habitants, ce qui en fait la plus peuplée des trois provinces d'Iparralde. Si on se refuse à inclure ces deux villes dans le Labourd, la population est d'approximativement 152 000 habitants.

### Villes et villages
Le Labourd comprend une quarantaine de communes. On en trouvera la liste, annotée, à l'article Liste des communes du Labourd.

## Histoire
Historique des différentes successions dynastiques : Les terres du Labourd, limitées au nord par l'Adour, sont géographiquement et historiquement liées à la mer. C'est, en partie, un territoire arraché à l'océan par l'accumulation de grands dépôts quaternaires, où s'installèrent les Vascons. Après une période d'occupation romaine superficielle, ils parvinrent à constituer ce duché de Vasconie qui fut pratiquement indépendant et dont l'un des derniers porteurs du titre, Eudes, lutta contre les Sarrasins, lors de la fameuse bataille de Poitiers. Conquise par les Carolingiens et rattachée au royaume d'Aquitaine créé en 781, la région fut ensuite incluse dans le royaume de Pampelune du roi Eneko Arista vers 830.

### Vicomté de Labourd
Le duc de Gascogne, Sanche V Guillaume, engage la terre de Labourd au roi de Navarre, Sanche III Garcés. En 1023, ce dernier érige la terre en vicomté de Labourd, au profit de son cousin et majordome, Loup Sanche, et de ses successeurs. À la mort de Sanche III en 1035, la vicomté est séparée du royaume de Navarre puis, en 1058, elle est incorporée au duché d'Aquitaine.

#### Liste des vicomtes de Labourd
D'après Jean de Jaurgain, les vicomtes de Labourd sont les suivants :
- v. 1023 : Loup Sanche († vers 1058) nommé en 1023 par Sanche III de Navarre[44],[45] ;
- v. 1058 : Fortun (Ier) Sanche († 1063), frère du précédent, vers 1060 ;
- v. Fortun II Sanche († 1095) son petit-fils, c'est-à-dire fils de Sanche Fortun prédécédé vers 1062;
- v. 1095 : Reina Toda sa fille épouse vers 1080 Sanche Garcia d'Arberoue
- Bertrand d'Arberoue († 30 octobre 1169) leur fils :
- 1169 : Pierre Bertrand († 1170) son fils aîné ;
- v. 1170 : Arnaud Bertrand († 1192) son frère ;
- Guillaume Bertrand, son frère, chanoine de Bayonne évêque de Dax en 1188;
- 1192 –1193 : Guillaume Raymond IV de Sault, seigneur de Sault sur le Luy (de Béarn), de Sault de Hasparren et de Laguinge, vicomte de Labourd et d'Arberoue à la mort de son oncle, Arnaud Bertrand.

### Période anglaise
Après le mariage d'Aliénor d'Aquitaine avec Henri II Plantagenêt, en 1152, les terres du Labourd passeront sous la dépendance de la couronne anglaise et elles seront l'objet de multiples intrigues, dont l'un des principaux protagonistes sera le fameux Richard Cœur de Lion, artisan du développement commercial et économique de Bayonne qui achète ses droits au dernier héritier de la vicomté Guillaume-Raymond de Sault le 4 avril 1193 et c'est son frère et successeur Jean Sans Terre qui donne sa charte de commune à Bayonne en 1215.
La mer a joué un rôle primordial dans l'évolution historique de cette région. On attribue à Bayonne le rôle de capitale du Labourd. Cela est vrai jusqu'au XIIe siècle, date à laquelle Bayonne est détachée administrativement de la province à laquelle elle a donné son nom, par l'administration anglaise.
La capitale historique du Labourd devient alors Ustaritz dans laquelle s'organise le biltzar du Labourd (l'assemblée générale de tous les maires de la province de Labourd).

### Conquête française
En 1449, le vicomte Gaston de Foix et le Comte Dunois pénètrent au Labourd et en Soule à la tête d'une armée de plusieurs milliers d'hommes. Après avoir assiégé le château de Mauléon en décembre, les Français s'emparent du château de Guiche le même mois. 
En 1450, sous le commandement du Seigneur de Saint-Pée, les Basques réunis au sein de l'Armandata livrent  bataille à Saint Pée mais sont défaits. Les Français progressent alors jusqu'à Saint-Jean-de-Luz. Contraints à la reddition, une délégation labourdine négocie l'annexion du pays au roi de France au château de Belsunce le 18 mars 1450. C'est le Traité d'Ayherre qui entérine la domination française. En échange de la livraison de 10 otages et d'un paiement de 2000 écus d'or, les Basques parviennent à  conserver le maintien de leur organe de gouvernement, le Biltzar. L'année suivante, la cité de Bayonne subit un siège et est à son tour contrainte à la reddition le 19 août 1451,, une délégation de Labourdins se présente au château de Belzunce à Ayherre et y signe l'acte d'obédience du Labourd au roi de France.
En 1609, un procès des sorcières y fut mené par Jean d'Espagnet, conseiller au Conseil d'État, et Pierre de Lancre, conseiller au parlement de Bordeaux, afin de « purger le pays de tous les sorciers et sorcières sous l'emprise des démons ».
Le Labourd et Bayonne relevaient de la généralité de Bordeaux. 
En avril 1716, ils font désormais partie de la généralité d'Auch nouvellement créée. Puis, en 1767, le roi Louis XV les inclut dans la nouvelle généralité de Bayonne. Par un édit du mois de janvier 1775, le roi Louis XVI restitue le Labourd et Bayonne à la généralité de Bordeaux. Mais, par un édit février 1784, il les en détache pour les inclure dans la généralité de Pau et Bayonne. Le Labourd et Bayonne ne recouvrent la généralité de Bordeaux qu'à la veille de la Révolution française, avec l'édit du 28 juillet 1787.

### Révolution française
Le 18 novembre 1789, le Biltzar tient sa dernière séance et, par une ultime délibération, donne pleins pouvoirs au syndic général, Pierre-Eustache Dhiriart, pour solliciter de la Constituante le maintien de la constitution actuelle du Labourd et, à défaut, la création d'un département composé du Labourd et de deux autres provinces basques, la Basse-Navarre et la Soule.
Le 19 janvier 1790, Garat l'Aîné en rend compte à la Constituante mais, à cette date, il est déjà trop tard pour que le vœu du Biltzar puisse être réalisé.
D'une part, la constitution particulière de Labourd n'est pas maintenue.
D'autre part, dès le 8 janvier 1790, Bureau de Pusy avait présenté à la Constituante un rapport sommaire sur la nouvelle division du royaume suivi d'un tableau des départements prévoyant la réunion au Béarn des trois province basques du Labourd, de la Basse-Navarre et de la Soule pour ne former ensemble qu'un département. Quatre jours plus tard, le 12 janvier, la Constituante avait suivi Bureau de Pusy en décrétant la création d'un département (aujourd'hui, les Pyrénées-Atlantiques) pour le Béarn et les trois provinces basques puis, le 15 janvier, l'assemblée avait confirmé sa décision par son décret fixant à quatre-vingt-trois le nombre des départements dont le royaume serait divisé.
En définitive, le 8 février 1790, la Constituante ne consentira aux Labourdins que la création d'un district : le district d'Ustaritz, couvrant provisoirement le Labourd.

## Héraldique
|  | Les armes du Labourd se blasonnent ainsi : Parti : au premier, d'or au lion de gueules rampant tenant en sa dextre un dard de harpon du même, posé en barre, la pointe en haut ; au second, d'azur à la fleur de lys d'or. |

## Culture et identité

### Langues parlées
- français, langue officielle en France, aujourd'hui c'est la langue dominante du Labourd ;
- basque ou euskara, langue du Pays basque ;
- gascon ou occitan, langue parlée sur la frange nord du Labourd de Biarritz à Guiche[61] ;
- castillan, assez usité dans la zone proche de l'Espagne (Hendaye…) à la suite de l'ouverture récente des frontières.

### La question de la «capitale»
Au XIe siècle, alors que le Labourd est une vicomté féodale, c'est à Bayonne que siège le vicomte. C'est encore le cas jusqu'à la défaite du vicomte Pierre Bertrand face à Richard Cœur de Lion en 1174. Les vicomtes s'établissent alors à Ustaritz.
C'est aussi à Ustaritz que va s'établir l'institution judiciaire de la province, la cour du bailli, encore que Manex Goyhenetche, notant qu'Ustaritz n'est pas représenté sur une carte du XVIe siècle, formule l'hypothèse qu'à cette époque le siège du bailliage soit itinérant. Cette institution proprement labourdine est toutefois dans une certaine mesure subordonnée à la sénéchaussée secondaire de Bayonne et c'est la juridiction de Bayonne qui traite des « cas royaux », un petit nombre d'infractions pénales supposées de gravité nationale (lèse-majesté ou faux-monnayage par exemple), et reçoit certains appels de la Cour d'Ustaritz.
L'institution la plus originale du Labourd, le biltzar, siège quant à elle à Ustaritz. Le plus ancien procès-verbal connu du biltzar d'Ustaritz date du 24 janvier 1567.
Cet ensemble de circonstances fait qu'on peut trouver la mention d'Ustaritz comme « capitale » ou « capitale historique » du Labourd.
Pour la majorité des sources, notamment des dictionnaires historiques anciens, c'est tout de même Bayonne qui est désignée comme la « capitale » du Labourd, au nom de son influence « économique, religieuse et intellectuelle » sur la province.

### L'identité labourdine
L'éditorialiste de LEMA, mensuel du parti nationaliste basque, note en 2007 que « la conscience labourdine est aujourd'hui probablement la plus faible des sentiments provinciaux du Pays basque nord » tout en tempérant son propos : « la conscience labourdine est faible ? Est-elle morte ? Nul ne peut prédire le cycle long d'une identité ».